# Munhwa Broadcasting Corporation
 (octobre 2022).
Munhwa Broadcasting Corporation (coréen : 주식회사문화방송, romanisé : Munhwa Bangsong Jushikhoesa, MBC, Société audiovisuelle Munhwa en français (KRX : 052220) est un groupe audiovisuel public sud-coréen. Le mot coréen munhwa signifie en français « la culture ».
C'est la plus ancienne entreprise de radio-télevision de Corée du Sud. Elle commence son activité le 12 décembre 1961 par des émissions de radio, puis lance une chaîne de télévision le 8 août 1969. Sa diffusion en numérique est prévue à partir du 31 décembre 2012. Son numéro de chaîne est le 11 pour la télévision. Le groupe possède deux stations de radio ; l'une centrée sur la musique et l'autre généraliste. Elle diffuse 24 heures sur 24.

### Bâtiments

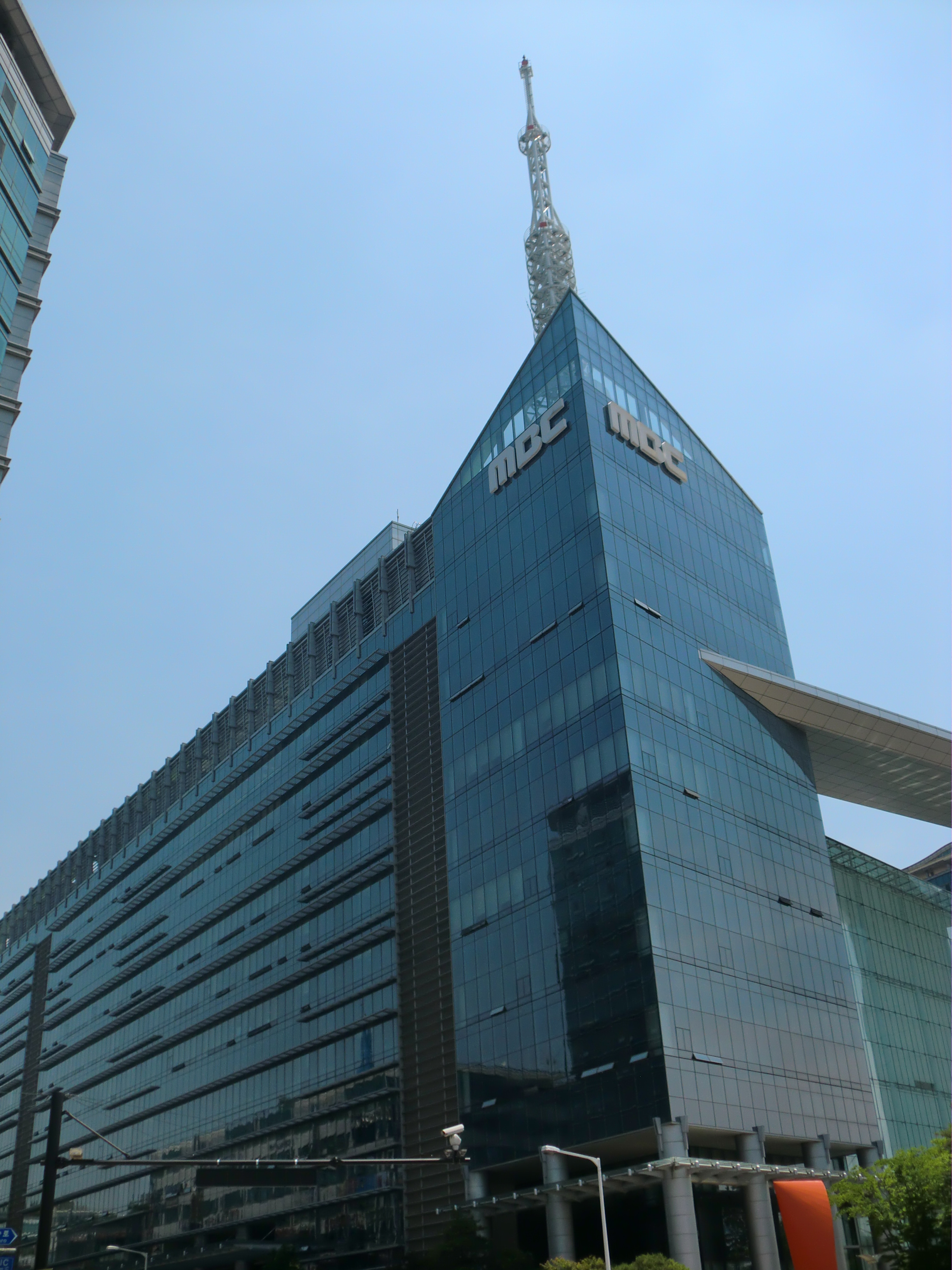
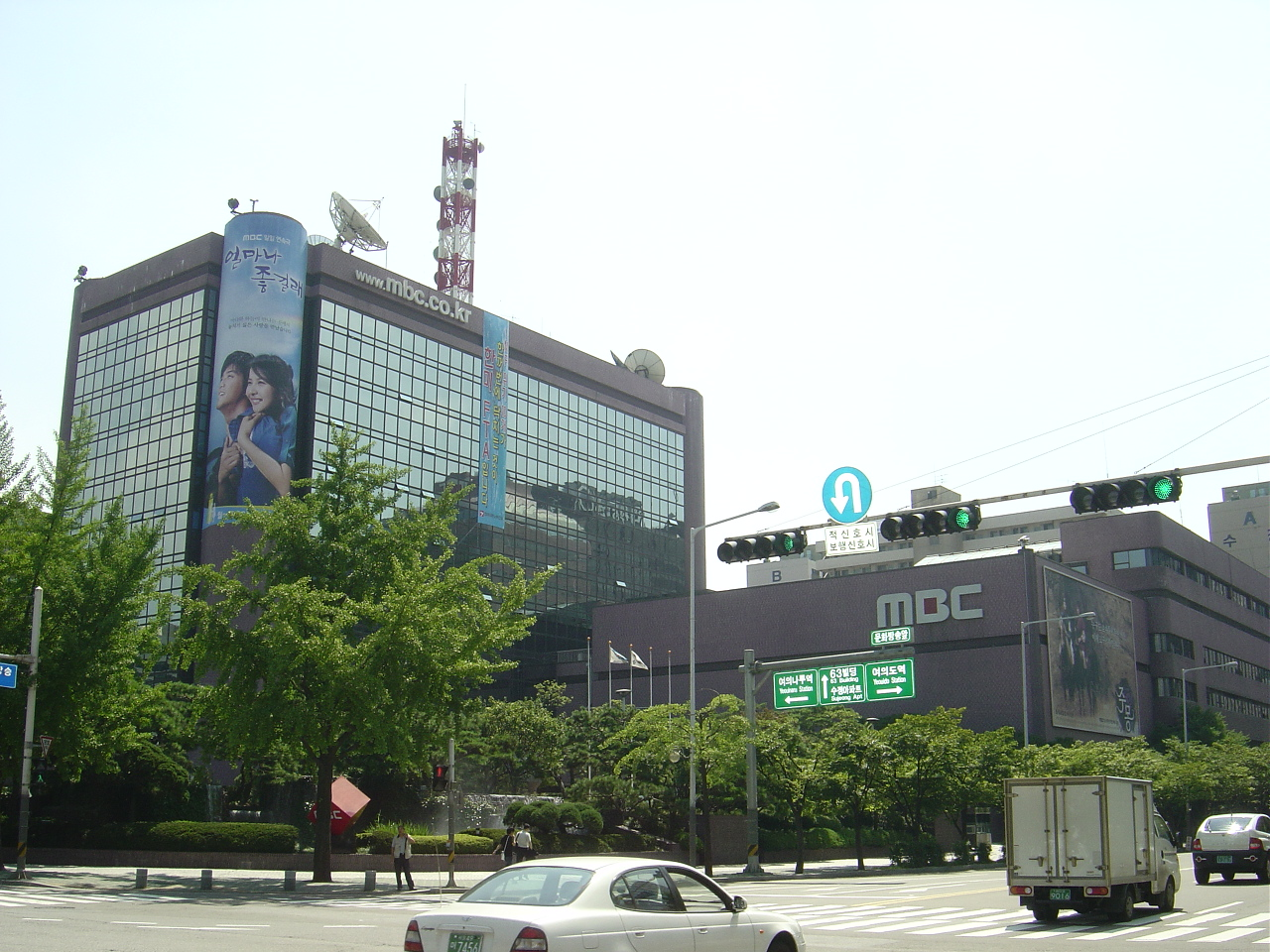
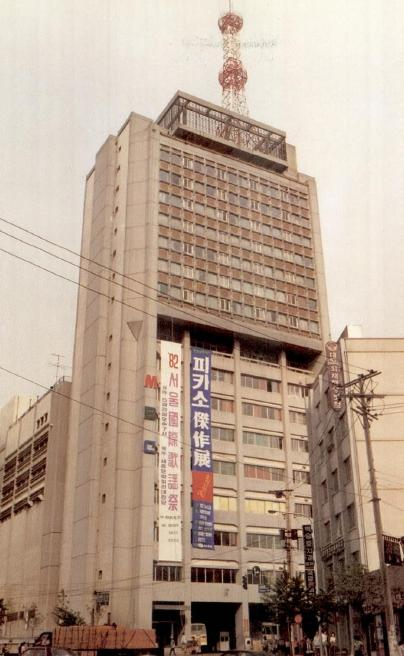

## Identité visuelle

### Logos

Logo de 1961 à 1969
Logo de 1969 à 1981
Logo de 1974 à 1981
Logo de 1980 à 1981
Logo de 1981 à 1985
Logo de janvier 1986 à avril 1986
Logo de mai 1986 à janvier 2005
Logo de 2005 à 2011
Logo de 2012 à 2023
Logo depuis 2023

## Liste des séries diffusées
| Titre                                                                            | Dates de diffusion                  | Nombre d'épisodes | Genre                                                                    |                       |    |                |
| -------------------------------------------------------------------------------- | ----------------------------------- | ----------------- | ------------------------------------------------------------------------ | --------------------- | -- | -------------- |
| A Hundred Year Old Guest                                                         | Dates de diffusion                  | Nombre d'épisodes | Genre                                                                    | 3 mars - 26 août 1980 | 48 | Comédie, drame |
| Jang Hee-bin                                                                     | 5 octobre 1981 - 30 avril 1982      | 60                | Historique                                                               |                       |    |                |
| Lee Seung-hoon of the Nam River                                                  | 15 février - 16 mars 1982           | 10                | Drame, historique                                                        |                       |    |                |
| Millionaire Princess Kim Gap-soon                                                | 22 mars - 15 juin 1982              | 22                | Drame, historique                                                        |                       |    |                |
| Baeksan Ahn Hee-jae                                                              | 21 juin - 14 septembre 1982         | 25                | Drame, historique                                                        |                       |    |                |
| Lee Yong-ik                                                                      | 20 septembre - 14 décembre 1982     | 26                | Drame, historique                                                        |                       |    |                |
| King of Trade Choi Bong-joon                                                     | 3 janvier - 22 mars 1983            | 22                | Drame, historique                                                        |                       |    |                |
| 25 Hours of Ambition                                                             | 28 mars - 14 juin 1983              | 22                | Drame                                                                    |                       |    |                |
| 500 Years of Joseon Dynasty: The King of Chudong Palace                          | 31 mars - 1er juillet 1983          |                   | Historique                                                               |                       |    |                |
| 500 Years of Joseon Dynasty: Deep Rooted Tree                                    | 8 juillet - 12 décembre 1983        | 29                | Drame, historique                                                        |                       |    |                |
| Tomorrow's Sun                                                                   | 11 juillet - 5 novembre 1983        | 14                | Drame                                                                    |                       |    |                |
| 500 Years of Joseon Dynasty: The Ume Tree in the Midst of the Snow / Matchmaking | 9 janvier 1984 - 26 février 1985    | 105               | Drame, historique                                                        |                       |    |                |
| 500 Years of Joseon Dynasty: The Wind Orchid                                     | 11 mars - 8 octobre 1985            | 58                | Drame, historique                                                        |                       |    |                |
| 500 Years of Joseon Dynasty: The Imjin War                                       | 14 octobre 1985 - 15 avril 1986     | 54                | Drame, historique                                                        |                       |    |                |
| 500 Years of Joseon Dynasty: The Hoechun Gate                                    | 28 avril - 28 octobre 1986          | 50                | Drame, historique                                                        |                       |    |                |
| 500 Years of Joseon Dynasty: Namhan Mountain Castle                              | 3 novembre 1986 - 27 janvier 1987   | 22                | Drame, historiqu                                                         |                       |    |                |
| Firebird                                                                         | 2 - 24 février 1987                 | 8                 | Drame                                                                    |                       |    |                |
| Hooray                                                                           | 9 - 31 mars 1987                    | 8                 | Drame                                                                    |                       |    |                |
| Bucho                                                                            | 6 - 28 avril 1987                   | 8                 | Drame                                                                    |                       |    |                |
| Tomorrow After Tomorrow                                                          | 4 - 26 mai 1987                     | 8                 | Drame                                                                    |                       |    |                |
| The Last Witness                                                                 | 1er - 29 juin 1987                  | 10                | Drame                                                                    |                       |    |                |
| Sanha                                                                            | 6 - 28 juillet 1987                 | 8                 | Drame, historique, politique                                             |                       |    |                |
| A Beautiful Secret Love Affair                                                   | 3 - 10 août 1987                    | 4                 | Drame, mystère                                                           |                       |    |                |
| Forbidden Land                                                                   | 17 - 25 août 1987                   | 4                 | Drame, juridique, mystère                                                |                       |    |                |
| A Retired Front                                                                  | 14 septembre - 6 octobre 1987       | 8                 | Drame                                                                    |                       |    |                |
| Temptation                                                                       | 12 octobre - 3 novembre 1987        | 8                 | Drame, érotique                                                          |                       |    |                |
| A Life Story                                                                     | 9 novembre - 8 décembre 1987        | 8                 |                                                                          |                       |    |                |
| My Daughter                                                                      | 14 - 22 décembre 1987               | 4                 | Drame                                                                    |                       |    |                |
| Teacher, Our Teacher                                                             | 11 janvier - 2 février 1988         | 8                 | Drame                                                                    |                       |    |                |
| 500 Years of Joseon Dynasty: Queen Inhyeon                                       | 13 janvier - 13 octobre 1988        |                   | Historique                                                               |                       |    |                |
| We Don't Know That Either                                                        | 7 mars - 2 avril 1988               | 8                 | Drame                                                                    |                       |    |                |
| The Street Musician                                                              | 18 avril - 10 mai 1988              | 8                 | Drame, romance                                                           |                       |    |                |
| Human Market                                                                     | 16 mai - 7 juin 1988                | 8                 | Drame                                                                    |                       |    |                |
| If Tomorrow Comes                                                                | 13 juin - 5 juillet 1988            | 8                 | Drame                                                                    |                       |    |                |
| The Last Idol                                                                    | 11 juillet - 2 août 1988            | 8                 | Drame                                                                    |                       |    |                |
| Supreme Prosecutors' Office                                                      | 22 août - 6 septembre 1988          | 6                 | Drame, historique                                                        |                       |    |                |
| Sandcastle                                                                       | 12 septembre - 18 octobre 1988      | 8                 | Drame                                                                    |                       |    |                |
| Our Town                                                                         | 24 octobre - 15 novembre 1988       | 8                 | Drame                                                                    |                       |    |                |
| A Bad Year For The City                                                          | 28 novembre - 19 décembre 1988      | 8                 | Drame                                                                    |                       |    |                |
| 500 Years of Joseon Dynasty: Pa Mun                                              | 1989                                |                   | Historique                                                               |                       |    |                |
| Eyes of Dawn                                                                     | 1991 - 1992                         |                   | Historique                                                               |                       |    |                |
| Hur Jun                                                                          | 22 novembre 1999 - 27 juin 2000     | 64                | Historique                                                               |                       |    |                |
| Hong Guk-yeong                                                                   | 2001                                |                   | Historique                                                               |                       |    |                |
| Sangdo, Merchants of Joseon                                                      | 2001 - 2002                         |                   | Historique                                                               |                       |    |                |
| Inspector Park Moon Soo                                                          | 2002 - 2003                         |                   | Historique                                                               |                       |    |                |
| Damo                                                                             | 28 juillet - 9 septembre 2003       | 14                | Historique                                                               |                       |    |                |
| Jewel in the Palace / Dae Jing Geum                                              | 15 septembre 2003 - 23 mars 2004    | 54                | Drame, historique, romance                                               |                       |    |                |
| Eyes of Dawn                                                                     | 7 octobre 1991 - 6 février 1992     | 37                | Drame, historique                                                        |                       |    |                |
| 5th Republic                                                                     | 23 avril - 1er septembre 2005       | 41                | Action, drame, historique, juridique et politique                        |                       |    |                |
| Shin Don                                                                         | 24 septembre 2005 - 7 mai 2006      | 61                | Historique, politique                                                    |                       |    |                |
| Jumong                                                                           | 15 mai 2006 - 6 mars 2007           | 81                | Action, drame, historique, romance                                       |                       |    |                |
| Lee San, Wind of the Palace                                                      | 17 septembre 2007 - 16 juin 2008    | 77                | Historique                                                               |                       |    |                |
| Queen Seondeok                                                                   | 25 mai - 22 décembre 2009           | 62                | Drame, historique, juridique et politique, romance                       |                       |    |                |
| The Return of Iljimae                                                            | 21 janvier - 9 avril 2009           | 24                | Action, historique, romance                                              |                       |    |                |
| Tamra the Island                                                                 | août - 27 septembre 2009            | 20                | Historique                                                               |                       |    |                |
| Kim Su-ro, The Iron King                                                         | 29 mai - 18 septembre 2010          | 32                | Action, historique, romance                                              |                       |    |                |
| Dong Yi                                                                          | 22 mars - 12 octobre 2010           | 60                | Drame, historique, romance                                               |                       |    |                |
| The Duo                                                                          | 7 février - 24 mai 2011             | 32                | Action, comédie, historique, romance                                     |                       |    |                |
| Gyebaek                                                                          | 23 juillet - 22 novembre 2011       | 32                | Action, historique                                                       |                       |    |                |
| The Moon That Embraces the Sun                                                   | 4 janvier - 15 mars 2012            | 20                | Drame, fantastique, historique, romance                                  |                       |    |                |
| God of War                                                                       | 11 février - 15 septembre 2012      | 56                | Action, Drame, historique                                                |                       |    |                |
| Arang and the Magistrate                                                         | 15 août - 18 octobre 2012           | 20                | Comédie, fantastique, historique, romance                                |                       |    |                |
| The King's Doctor                                                                | 1er octobre 2012 - 25 mars 2013     | 50                | Historique, médical                                                      |                       |    |                |
| Hur Jun, The Original Story                                                      | 18 mars - 23 septembre 2013         | 135               | Historique, médical, romance                                             |                       |    |                |
| Gu Family Book                                                                   | 8 avril - 25 juin 2013              | 24                | Action, historique                                                       |                       |    |                |
| Goddes on Fire                                                                   | 1er juillet - 2 octobre 2013        | 32                | Historique, romance                                                      |                       |    |                |
| Empress Ki                                                                       | 28 octobre 2013 - 29 avril 2014     | 51                | Drame, historique, romance                                               |                       |    |                |
| Diary of a Night Watchman                                                        | 4 août - 21 octobre 2014            | 24                | Fantastique, historique, romance                                         |                       |    |                |
| Splendid Politics                                                                | 13 avril - 29 septembre 2015        | 50                | Historique, politique, romance                                           |                       |    |                |
| The Scholar Who Walks the Night                                                  | 8 juillet - 10 septembre 2015       | 20                | Fantastique, historique, romance                                         |                       |    |                |
| Splash Splash Love                                                               | 13 - 20 décembre 2015               | 2                 | Fantastique, historique, romance                                         |                       |    |                |
| The Flower in Prison                                                             | 30 avril - 6 novembre 2016          | 51                | Action, drame, historique, romance                                       |                       |    |                |
| The Emperor: Owner of the mask                                                   | 10 mai - 13 juillet 2017            | 40                | Comédie, drame, fantastique, historique, juridique et politique, romance |                       |    |                |
| The King in Love                                                                 | 17 juillet - 19 septembre 2017      | 40                | Drame, historique, romance                                               |                       |    |                |
| Different Dreams                                                                 | 4 mai - 13 juillet 2019             | 40                | Action, drame, historique, médical                                       |                       |    |                |
| Rookie Historian Goo Hae-Ryung                                                   | 17 juillet - 26 septembre 2019      | 40                | Comédie, drame, historique, romance                                      |                       |    |                |
| Extraordinary You                                                                | 2 octobre - 21 novembre 2019        | 16                | Fantastique, drame, romance                                              |                       |    |                |
| Find Me in Your Memory                                                           | 18 mars - 13 mai 2020               | 32                | Drame                                                                    |                       |    |                |
| Lonely Enough To Love                                                            | 11 août - 13 octobre 2020           | 10                | Comédie, romance                                                         |                       |    |                |
| Kairos                                                                           | 26 octobre - 22 décembre 2020       | 16                | Fantastique, thriller                                                    |                       |    |                |
| The Red Sleeve Cuff                                                              | 12 novembre 2021 - 1er janvier 2022 | 17                | Historique, romance                                                      |                       |    |                |
| Tomorrow                                                                         | 1er avril - 21 mai 2022             | 16                | Fantastique                                                              |                       |    |                |